# International Association of Jewish Genealogical Societies
International Association of Jewish Genealogical Societies (IAJGS) is een onafhankelijke non-profit koepelorganisatie die de activiteiten en de jaarlijkse conferenties van meer dan 75 internationale, nationale en lokale Joodse genealogische verenigingen over de hele wereld coördineert. 

De IAJGS werd in 1988 opgericht om in belangrijke kwesties een gemeenschappelijke stem voor haar leden te verschaffen en om de uitoefening van de genealogie te bevorderen. Vrijwel alle lokale, nationale en internationale Joodse Genealogische Verenigingen en een aantal Joodse gespecialiseerde genealogische belangengroepen zijn lid van de IAJGS.

## Conferenties
IAJGS coördineert jaarlijks een conferentie over Joodse genealogie, steeds in een andere stad.
In 2010 werd de conferentie gehouden in Los Angeles, georganiseerd door de Jewish Genealogical Society of Los Angeles (JGSLA).

In 2011 wordt de 31e IAJGS-conferentie gehouden in Washington D.C. van 14 tot 19 augustus. De conferentie wordt georganiseerd door de Jewish Genealogy Society of Greater Washington (JGSGW).

## IAJGS International Jewish Cemetery Project
Het IAJGS International Jewish Cemetery Project documenteert Joodse begraafplaatsen in de hele wereld. Dit IAJGS-project identificeert begraafplaatsen en is geen index van individuele namen en graven. De documentatie is voorzien van bronvermeldingen en is beschikbaar op internet.

Op de documentatiepagina's is eveneens informatie samengebracht over de geschiedenis van de Joodse bevolking ter plaatse, met name in de Tweede Wereldoorlog. Ook zijn er historische gegevens te vinden met betrekking tot de omvang van de Joodse populatie.